# Данько Микола Михайлович
Микола Михайлович Данько (* 24 травня 1926, с. Славгород, Краснопільський район, Сумська область — † 14 лютого 1993, Суми)  — український поет, письменник, журналіст, бібліофіл. Перекладач удмуртської літератури. Один із лідерів українського руху опору в Сумах 1970-х — 1980-х років.

## Біографія
Народився в родині коваля, яка потерпіла внаслідок геноциду українського народу 1932—1933 років. Пережив глибокий стрес від убивств голодом малолітніх односельчан.
1944 — мобілізований до Червоної Армії. Закінчивши Харківську радіошколу, його погнали до Австрії, Угорщини. Мав бойові нагороди. Після звільнення вирішив стати на шлях, до якого прагнув ще з дитинства — приступив до літературної праці. Неабияк посприяло цьому те, що на чотири роки затримався в армії (служив в авіаційних полках на Камчатці, в Конотопі, на острові Сахалін). Закінчив Харківську радіошколу, у батальйоні зв'язку пройшов Угорщину, Австрію, Чехословаччину. На відміну від післявоєнних кріпаків селян-колгоспників мав на руках документи, які дозволяли вільно обирати місце проживання.
1950 — працює на Глинно-Наварійському заводоуправлінні міста Пустомити Львівської області.
1951 — вступив до Львівського державного університету ім. І. Франка на факультет журналістики, який закінчив 1956. Вже улітку стає репортером газети «Ленінська молодь» (Львів). Але 1958 добивається переведення у Сумську область, де стає заввідділу обласної газети «Ленінська правда» (Суми).

## Творча діяльність і репресії

Автограф М. Данька у збірці «Червоне Соло»

Творчість Миколи Данька багатогранна за тематичним та ідейним спрямуванням. Умовно можна виділити цикл: «Україна, її доля та майбутнє». Саме ця тема розроблена митцем найглибше і найорганічніше, життя рідного народу — як на долоні.
1965 — у видавництві «Молодь» виходить перша збірка віршів «Зоряне вікно», а 1967 — фатальна збірка «Червоне соло», яка стала об'єктом огульної критики комуністів.
1969, 30 квітня  — під тиском обласної влади, звільнений «за власним бажанням» із редакції «Ленінської правди». Починається період безробіття та загрози арешту «за дармоїдство». У наступні 20 років змінив десятки професій: посаду старшого літпрацівника редакції журналу «Початкова школа» (Київ), 1970  — на короткий час поновлюється у «Ленінській правді», 1973  — прийнятий на посаду завідувача літературної частини Сумського музично-драматичного театру ім. М. Щепкіна, 1974 16 березня звільнений, 15 липня зарахований до цеху безалкогольних напоїв Сумського пивооб'єднання, 1975  — режисер в обласному клубі кінолюбителів, 1979  — методист в обласному клубі кінолюбителів, 1983  — контролер відділу охорони при Сумському МВС, дуже скоро звільнений і, фактично, безробітній.

## Переклади з удмуртської літератури
У період із 7 січня 1970 р. по 16 січня 1972 р., працюючи на посаді старшого літературного працівника редакції газети «Ленінська правда», вдається до перекладацької роботи. Але оприлюднює лише кілька творів з удмуртської літератури — три вірші поета Флора Васильєва, особистого друга Данька — два у газеті «Ленінська правда» і один у молодіжній газеті «Червоний промінь».
Друга спроба популяризувати удмуртську літературу припадає вже на початок 1980-х років. Знову в сумській молодіжній газеті «Червоний промінь» Данько розміщує підбірку перекладів з удмуртської. Вочевидь тим самим вшановуючи пам'ять поета Васильєва, який загинув у загадковій автокатастрофі.
У ДАСО збереглося також листування двох поетів, в якому йдеться і про техніку українсько-удмуртських перекладів.

## Член дисидентського руху в Сумах
Попри життєві труднощі (поета, до всього, покинула дружина), у 1970-х роках Данько став осердям дисидентського середовища міста Суми, приймав патріотичну інтелігенцію у себе у квартирі (Анатолій та Василь Коломацький, Віктор Казбан), став потужним каталізатором національного руху в краї. Василь Коломацький  — тепер відомий діяч української діаспори в Канаді  — так згадує період спілкування з поетом:
| Нині, з віддалі 2006 року, намагаючись проаналізувати феномен осередку Миколи Данька, я б позначив його терміном „Неокупована територія”. Тобто територія, де не визнавали етику і практику комунізму, не визнавали навколишню пропаганду і міщанський стиль життя і жили за канонами світовими, вірячи в українську культуру, в рідне слово, в етику національно-свідомої інтелігенції. Тут була презентована інша система, інша цивілізація, яка зазнавала тиску від навколишнього світу, але трималася само і гордо. |

## Новий час
1988 — у журналі «Кафедра» № 2 вперше після замовчування опубліковано його вірші, 1989 2 січня  — поновлений на роботі у сумській газеті «Ленінська правда». Але на цей час Данько вже є хворою людиною, що втратила стимул для творчого існування.
1991 у видавництві «Радянський письменник» виходить третя прижиттєва збірка творів «Й сонця прихилив би». До неї увійшли твори, які були заборонені до друку в минулі роки. Водночас він виступив з останньою публіцистичною відозвою, надрукованою у газеті «Червоний промінь» на честь прийняття Декларації про суверенітет України:
| Суверенітет на словах поступово обросте пір'ям... Українська мова, насупір усім її ненависникам, здобуватиме перемогу за перемогою... Цілком свідомий того, що названа Декларація, яка не набрала чинності закону – тільки задрипана шапка, а не сама голова. Але ж дасть Бог, якось намацаємо свою голову й зодягнемо ту благеньку покривку та ще й перетворимо на Шапку Мономаха! Вірю! Станеться! Давайте тільки не докотимося до міжпартійної жабомишодралівки... Ось розкуємося. Будемо робити крок за кроком... Я, наприклад, у своїй зухвалій поетичній уяві давно завважив райдугу над вільною Україною. Серце бачить раніше ока. Але ж воно й підказує: поспішаймо повільно! |
1993, 14 лютого  — помер від хронічних хвороб.

## Музей
При Славгородському шкільному музеї історії села за ініціативи Віктора Казбана та директора Сумського музею «Освіти та науки» Анатолія Близнюка створена експозиція-музей присвячена Миколі Даньку, куди увійшли особисті речі поета.

## Вшанування пам'яті
В Сумах існує вулиця Миколи Данька.